# Блэнуцэ, Владислав
Владисла́в Блэну́цэ (рум. Vladislav Blănuță; 12 января 2002, Хынчешты) — румынский и молдавский футболист, полузащитник клуба «Университатя Крайова 1948», выступающий на правах аренды за клуб «Университатя Клуж».

## Клубная карьера
Владислав Блэнууэ родился 12 января 2002 года в молдавском городе Хынчешты. С 10 лет начал свою футбольную подготовку — выступал за академии Славой Вышеград и пражской «Славии», затем вернулся домой в клуб «Петрокуб», а позже отыграл три года в «Регал Спорт» и в бухарестском «Рапиде», прежде чем перебраться в молодёжную систему итальянской «Пескары».
Дебютировал в профессиональном футболе 27 декабря 2020 года за основу «Пескары» в матче итальянской Серии B.
В сентябре 2022 года отправился в аренду в румынский клуб «Университатя Крайова 1948», сыграв в Лиге I 12 матчей и забив один мяч. В декабре 2023 года клуб выкупил права на игрока за примерно 250 000 €, и Блэнуцэ стал ключевым игроком команды. В сезоне 2023/24 он забил 8 голов в 31 матче Лиги I и отдал 2 результативные передачи, а в сезоне 2024/25 выступал на правах аренды в «Университатя Клуж».

## Карьера в сборной
Блэнуцэ родился в Молдове и выступал за её сборные различных возрастов, в том числе и молодёжную сборную Молдовы. В 2024 году решил представлять на международном уровне.
5 июня 2025 года был включен в окончательную заявку молодёжной сборной на молодёжный чемпионат Европы 2025.